# Odvozená jednotka SI
Mezinárodní soustava jednotek (SI) vymezuje sedm základních jednotek, ze kterých se odvozují všechny ostatní fyzikální jednotky. Pomineme-li dekadické násobky a díly základních jednotek, patří tyto ostatní jednotky do odvozených jednotek SI.

## Odvozené jednotky s vlastními názvy
Kromě bezrozměrných odvozených jednotek (radián a steradián) má dalších dvacet odvozených jednotek svůj vlastní název.
| Název         | Symbol | Veličina                                        | Vyjádření v jiných jednotkách | Vyjádření v základních jednotkách SI |
| ------------- | ------ | ----------------------------------------------- | ----------------------------- | ------------------------------------ |
| radián        | rad    | úhel                                            | m·m−1                         | bezrozměrný                          |
| steradián     | sr     | prostorový úhel                                 | m2·m−2                        | bezrozměrný                          |
| hertz         | Hz     | frekvence                                       | 1/s                           | s−1                                  |
| newton        | N      | síla, váha                                      | kg·m/s2                       | kg·m·s−2                             |
| pascal        | Pa     | tlak, napětí                                    | N/m2                          | m−1·kg·s−2                           |
| joule         | J      | energie, práce, teplo                           | N·m = C·V = W·s               | m2·kg·s−2                            |
| watt          | W      | výkon, zářivý tok                               | J/s = V·A                     | m2·kg·s−3                            |
| coulomb       | C      | elektrický náboj                                | s·A                           | s·A                                  |
| volt          | V      | elektrické napětí, elektrický potenciál         | W/A = J/C                     | m2·kg·s−3·A−1                        |
| farad         | F      | elektrická kapacita                             | C/V                           | m−2·kg−1·s4·A2                       |
| ohm           | Ω      | elektrický odpor, impedance, reaktance          | V/A                           | m2·kg·s−3·A−2                        |
| siemens       | S      | elektrická vodivost                             | 1/Ω                           | m−2·kg−1·s3·A2                       |
| weber         | Wb     | magnetický tok                                  | J/A                           | m2·kg·s−2·A−1                        |
| tesla         | T      | magnetická indukce                              | V·s/m2 = Wb/m2 = N/(A·m)      | kg·s−2·A−1                           |
| henry         | H      | indukčnost                                      | V·s/A = Wb/A                  | m2·kg·s−2·A−2                        |
| stupeň Celsia | °C     | Celsiova teplota                                | K (t/°C = T/K − 273,15)       | K                                    |
| lumen         | lm     | světelný tok                                    | lx·m2                         | cd·sr                                |
| lux           | lx     | intenzita osvětlení                             | lm/m2                         | m−2·cd·sr                            |
| becquerel     | Bq     | radioaktivita (počet rozpadů částic za sekundu) | 1/s                           | s−1                                  |
| gray          | Gy     | absorbovaná dávka (ionizujícího záření)         | J/kg                          | m2·s−2                               |
| sievert       | Sv     | dávkový ekvivalent (ionizujícího záření)        | J/kg                          | m2·s−2                               |
| katal         | kat    | katalytická aktivita                            | mol/s                         | s−1·mol                              |

Další jednotky, například litr, nejsou součástí SI, ale jedná se o tzv. vedlejší jednotky SI.

## Vybrané odvozené jednotky se složeným názvem
| Název                         | Symbol        | Veličina                                    | Vyjádření v základních jednotkách SI |
| ----------------------------- | ------------- | ------------------------------------------- | ------------------------------------ |
| metr čtvereční                | m2            | obsah                                       | m2                                   |
| metr krychlový                | m3            | objem                                       | m3                                   |
| metr za sekundu               | m/s           | rychlost                                    | m·s−1                                |
| metr krychlový za sekundu     | m3/s          | objemový průtok                             | m3·s−1                               |
| metr za sekundu na druhou     | m/s2          | zrychlení                                   | m·s−2                                |
| metr za sekundu na třetí      | m/s3          | ryv                                         | m·s−3                                |
| radián za sekundu             | rad/s         | úhlová rychlost                             | s−1                                  |
| newton sekunda                | N·s           | hybnost, impuls síly                        | m·kg·s−1                             |
| newton metr sekunda           | N·m·s         | moment hybnosti                             | m2·kg·s−1                            |
| newton metr                   | N·m           | moment síly                                 | m2·kg·s−2                            |
| reciproční metr               | m−1           | vlnové číslo                                | m−1                                  |
| kilogram na metr čtvereční    | kg/m2         | plošná hustota (též plošná hmotnost)        | m−2·kg                               |
| kilogram na metr krychlový    | kg/m3         | hustota                                     | m−3·kg                               |
| metr krychlový na kilogram    | m3/kg         | měrný objem                                 | m3·kg−1                              |
| mol na metr krychlový         | mol/m3        | molární koncentrace                         | m−3·mol                              |
| metr krychlový na mol         | m3/mol        | molární objem                               | m3·mol−1                             |
| joule sekunda                 | J·s           | akce                                        | m2·kg·s−1                            |
| joule na kelvin               | J/K           | tepelná kapacita, entropie                  | m2·kg·s−2·K−1                        |
| joule na kelvin mol           | J/(K·mol)     | molární tepelná kapacita, molární entropie  | m2·kg·s−2·K−1·mol−1                  |
| joule na kilogram kelvin      | J/(K·kg)      | měrná tepelná kapacita, specifická entropie | m2·s−2·K−1                           |
| joule na mol                  | J/mol         | molární energie                             | m2·kg·s−2·mol−1                      |
| joule na kilogram             | J/kg          | specifická energie                          | m2·s−2                               |
| joule na metr krychlový       | J/m3          | hustota energie                             | m−1·kg·s−2                           |
| newton na metr                | N/m = J/m2    | povrchové napětí                            | kg·s−2                               |
| watt na metr čtvereční        | W/m2          | hustota proudění tepla, intenzita ozáření   | kg·s−3                               |
| watt na metr kelvin           | W/(m·K)       | tepelná vodivost                            | m·kg·s−3·K−1                         |
| metr čtvereční za sekundu     | m2/s          | kinematická viskozita, difúzní koeficient   | m2·s−1                               |
| pascal sekunda                | Pa·s = N·s/m2 | dynamická viskozita                         | m−1·kg·s−1                           |
| coulomb na metr čtvereční     | C/m2          | elektrická indukce                          | m−2·s·A                              |
| coulomb na metr krychlový     | C/m3          | hustota elektrického náboje                 | m−3·s·A                              |
| ampér na metr čtvereční       | A/m2          | hustota elektrického proudu                 | A·m−2                                |
| siemens na metr               | S/m           | konduktivita                                | m−3·kg−1·s3·A2                       |
| siemens metr čtvereční na mol | S·m2/mol      | molární konduktivita                        | kg−1·s3·mol−1·A2                     |
| farad na metr                 | F/m           | permitivita                                 | m−3·kg−1·s4·A2                       |
| henry na metr                 | H/m           | permeabilita                                | m·kg·s−2·A−2                         |
| volt na metr                  | V/m           | intenzita elektrického pole                 | m·kg·s−3·A−1                         |
| ampér na metr                 | A/m           | intenzita magnetického pole                 | A·m−1                                |
| kandela na metr čtvereční     | cd/m2         | jas                                         | cd·m−2                               |
| coulomb na kilogram           | C/kg          | ozáření, expozice (ionizujícím zářením)     | kg−1·s·A                             |
| gray na sekundu               | Gy/s          | dávkový příkon                              | m2·s−3                               |
| ohm metr                      | Ω·m           | rezistivita                                 | m3·kg·s−3·A−2                        |